# 1845 au Canada
Pour un article plus général, voir Chronologie du Canada.
Cet article traite des événements qui se sont produits durant l'année 1845 au Canada.

## Événements

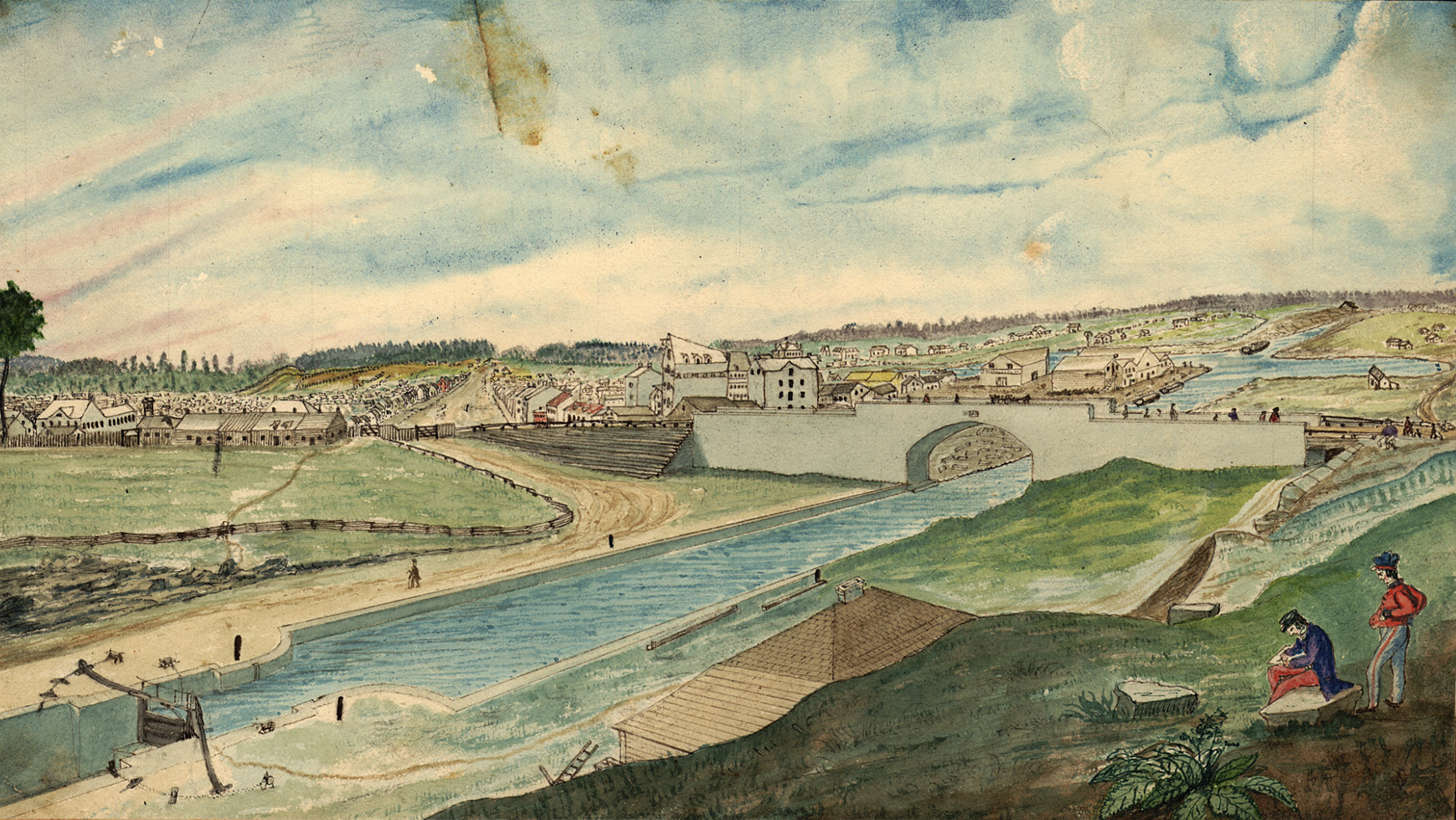
La ville de Bytown (Ottawa) près de la huitième écluse du Canal Rideau

- 19 janvier (Québec) : bénédiction d'une chapelle sur la rive est de la rivière du Moulin Appeler Saint-Nom-de-Jésus. Première destinée aux « blancs » à Chicoutimi.
- 19 février : Élisabeth Bruyère en collaborations des Sœurs de la Charité de Montréal va fonder une communauté religieuse à Ottawa et va établir le premier Hôpital d'Ottawa.
- 17 juin : effondrement de l'une des deux arches du rocher Percé.
- 24 juin : le Canada se dote d'un Parlement.

### Exploration de l'Arctique

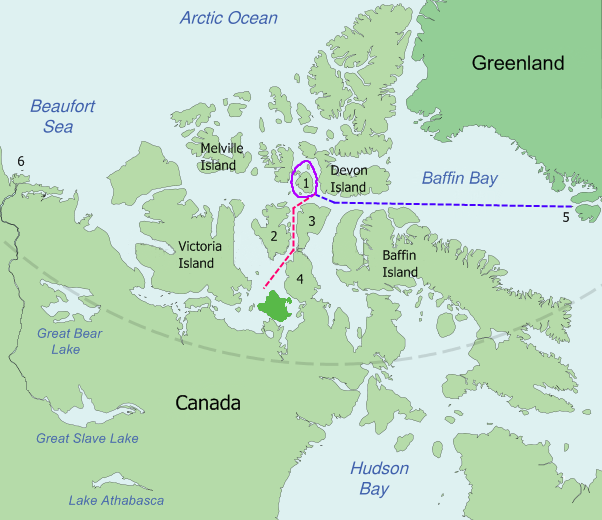
Trajet de l'expédition Franklin

- 19 mai : départ de Greenhithe en Angleterre, de l’expédition Franklin destinée à tenter la traversée du passage du Nord-Ouest[1]. Ils passent un premier hiver à l'île Beechey. Elle est piégée dans les glaces au large de l'île du Roi-Guillaume en septembre 1846 et son équipage disparait.

## Naissances
- 9 janvier - Laure Conan (écrivaine) († 7 juin 1924)
- 19 janvier - Arthur Turcotte (politicien) († 12 octobre 1905)
- 9 août - Frère André  (religieux) († 3 janvier 1937)

## Décès
- x